# Berbusa
Berbusa (en aragonés Bergusa) es un despoblado y antiguo municipio de España, actualmente perteneciente al municipio de Biescas, en la comarca del Alto Gállego, provincia de Huesca, Aragón. Está ubicado en la comarca natural de Sobrepuerto.

## Toponimia
Aparece mencionado también como: Berbussa, Barbussa, Verbusa o Babuse.

## Geografía humana

### Demografía
| Gráfica de evolución demográfica de Berbusa entre 1842 y 1910 |
| |
| Población de derecho según los censos de población del INE Población de hecho según los censos de población del INEEntre el censo de 1877 y el anterior, crece el término del municipio porque recibe a 22529 (Barbenuta) de 22253 (Yesero) Entre el censo de 1857 y el anterior, este municipio desaparece porque se integra en el municipio 22506 (Ainielle) Entre el censo de 1920 y el anterior, este municipio desaparece porque cambia de nombre y aparece como el municipio 22529 (Barbenuta) Entre el censo de 1877 y el anterior, aparece este municipio porque cambia de nombre y desaparece el municipio 22506 (Ainielle) |

### Localidad
Datos demográficos de la localidad de Berbusa desde 1900:
| 76                    | 91 | 83 | 78 | 60 | 46 | -- | -- | -- | -- | -- |
| (Fuente: IAEST e INE) |    |    |    |    |    |    |    |    |    |    |

- Datos referidos a la población de derecho.
- No figura en el Nomenclátor desde el año 1960.

### Antiguo municipio
Datos demográficos del municipio de Berbusa como entidad independiente:
| 74            | -- | -- | 310 | 304 | 369 | 380 | 402 | -- | -- | -- |
| (Fuente: INE) |    |    |     |     |     |     |     |    |    |    |

- Entre el censo de 1857 y el anterior, este municipio desaparece porque se integra en el municipio de Ainielle.
- Entre el censo de 1877 y el anterior, aparece este municipio porque cambia de nombre y desaparece el municipio de Ainielle.
- Entre el censo de 1877 y el anterior, crece el término del municipio porque recibe a Barbenuta de Yesero.
- Entre el censo de 1920 y el anterior, este municipio desaparece porque cambia de nombre y aparece como el municipio Barbenuta.
- Datos referidos a la población de derecho, excepto en los censos de 1857 y 1860 que se refiere a la población de hecho.